# Marcello Argilli
Marcello Argilli (* 9. April 1926 in Rom, Italien; † 14. Oktober 2014) war ein italienischer Rechtsanwalt, Journalist, Schriftsteller, Kinderbuchautor und Comicautor.

## Leben
Argilli studierte Rechtswissenschaften und arbeitete nach seiner erfolgreichen Absolvierung zunächst als Rechtsanwalt und anschließend als Journalist. Er unternahm einige Weltreisen und begann allmählich sich der Literatur zu widmen. 1951 wurde er von dem Schriftsteller Gianni Rodari angesprochen auch für die italienische kommunistische Tageszeitung L’Unità und deren wöchentlichen Kinderbeilage Il Pioniere zu arbeiten. Aus dieser Zusammenarbeit entstand später eine Freundschaft zwischen den beiden Schriftstellern. Er wurde später auch Chefredakteur der Kinderbeilage Il Pioniere dell' Unita und ab 1962 schrieb er für diese auch die Texte zu den Comics Atomino und zu Chodino bzw. Ferri, die zeichnerisch von dem Illustrator und Comiczeichner Vinicio Berti umgesetzt wurde. Als wöchentliche Fortsetzungsserie erschien der Atomino-Comic dann dort bis 1965. Später wurde der Atomino-Comic in Italien von Argilli und Berti auch in Buchform, bzw. Comicalbenform veröffentlicht und von 1969 bis 1974 in einer zweiten Serie in der wöchentlich erscheinenden Beilage, sowie mit dem ähnlichen Namen: Pioniere der Frauenzeitschrift Noi Donne, noch einmal weitergeführt. In der DDR begann man ab 1964 teilweise in veränderter Form in der Kinderzeitschrift FRÖSI mit dem Nachdruck dieses Comics und später legte sie als Beilagen dieser Zeitschrift im  Piccolo-Format bei sowie veröffentlichte ein Atomino-Roman, der auch als Kinderbuch im Kinderbuchverlag Berlin erschien.
Als Autor schrieb er anfangs nur Kurzgeschichten, später dann zahlreiche viel beachtete Romane, hauptsächlich für Kinder: wie Vacanze col padre, Marta quasi donna und Il mondo di Malù. Argilli hat insgesamt über dreißig Bücher geschrieben und viele seiner Werke wurden in ca. 20 Sprachen übersetzt worden, sowie wurden einige auch in den italienischen Lehrplan aufgenommen. Als sein bekanntestes Werk in Italien gilt das Ciao, Andrea von 1971, was heute dort als ein Klassiker bekannt ist. Einige seiner Bücher wurden auch ins deutsche übersetzt und in der ehemaligen DDR veröffentlicht sowie später dann auch im geeinten Deutschland. 
Des Weiteren schrieb er auch Drehbücher wie z. B. für die Fernsehserie von 1982 Anna, Ciro & Co und für das italienische Kinderfernsehen zu dessen Sendung Giocagiò,  die dreimal wöchentlich von 1966 bis 1970 von Radiotelevisione Italiana (Rai) gesendet wurde.

## Filmografie (Drehbuchautor)
- 1982: Anna, Ciro & Co (Anna, Ciro e compagnia) italienische Fernsehserie

## Bibliographie (Auswahl)
- Die Pioniere von Vallescura (I pionieri di Vallescura), Illustrationen von José Sancha, Texte übersetzt von H. C. Gärtner-Scholle, Kinderbuchverlag Berlin 1960, 207 S.
- Der taptere Strassenbahnwagen, Kinderbuchverlag, Berlin 1962
- Ich verzieh mich zu den Katzen gemeinsam mit Anna Mudry, Kinderbuchverlag, Berlin 1977, 226 S.
- Atomino, Zeichnungen von Vinicio Berti, Texte übersetzt von Egon Wiszniewsky, Kinderbuchverlag, Berlin 1970, 172 S.
- Le avventure di Chiodino, Verlag Mondadori, Mailand 1974
- Ciao, Andrea Verlag Arnoldo Mondadori, Rom 1971
- Atomino, Zeichnungen neu illustriert von  Manfred Bofinger, Texte übersetzt von Egon Wiszniewsky, Alex-Taschenbücher, Kinderbuchverlag, Berlin 1979, 170 S.
- I viaggi di Osvaldo e fantageografia, Verlag Piccoli, Rom 1993, 80 S. ISBN 978-8826170206
- Tante fiabe per giocare, Verlag Giunti Editore, Rom 1993, ISBN 978-8809008960
- Strane storie di parole, Verlag Interlinea, Rom 2004, ISBN 978-8882124434
- Leo. Dalle piramidi ai grattacieli, Verlag: Liguori, Rom 2006, 27 S.  ISBN 978-8820738952